# Divisione del Kashmir
La divisione della Valle del Kashmir è una divisione dello territorio indiano di Jammu e Kashmir, di 5 441 341 abitanti. Il suo capoluogo è Srinagar.

## Suddivisioni amministrative

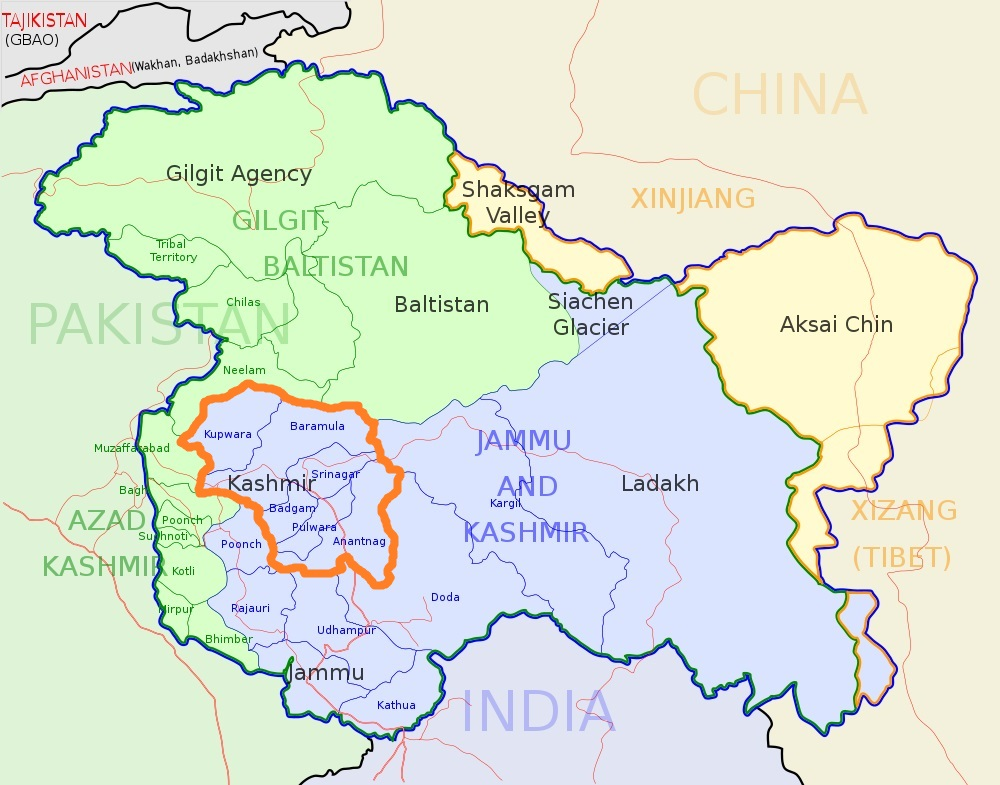
Divisione del Kashmir

La divisione della Valle del Kashmir comprende i distretti di Anantnag, Baramulla, Budgam, Ganderbal, Kulgam, Kupwara, Pulwama, Shopian e Srinagar.